# Takeminakata

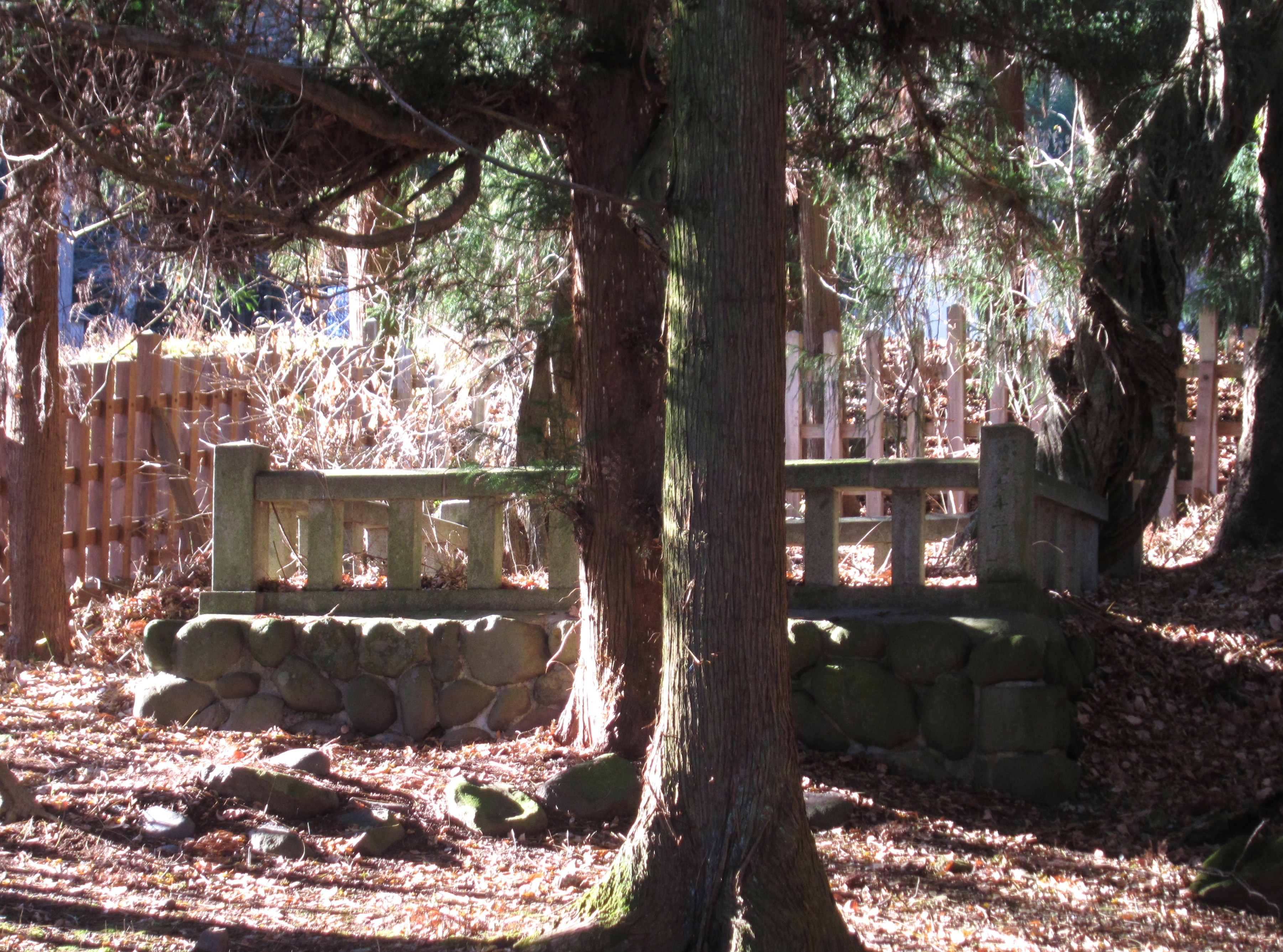
Cementerio de Takeminakata y la diosa Yasakatome, según la Maemiya.

Takeminakata-no-kami (建御名方神 en japonés, Kami de Nombre Honorable y Bravo) o Takeminakata-no-mikoto (建御名方命 en japonés, Señor de Nombre Honorable y Bravo), también conocido como Suwa Myojin (諏訪明神 en japonés, Dios Brillante de Suwa) es una deidad shinto asociada con la guerra.
En el kojiki, Takeminakata es retratado como el hijo de Ōkuninushi, deidad terrenal de la Provincia de Izumo. Cuando las deidades celestiales enviadas por Takemikazuchi para conquistar Izumo, el hermano de Takeminakata Kotoshironushi accedió a las demandas de los dioses celestiales y se rindió. Sin embargo así mismo entonces apareció, llevando una enorme roca con los dedos de una mano, e insistió en una prueba de fuerza con el recién llegado. Cuando trató de aprovechar la mano de Takemikazuchi, este último volvió la mano en una espada, pero cuando Takemikazuchi tomó la mano de Takeminakata a cambio, fue capaz de aplastarla como un junco. Esta contienda es considerada como el primer combate de sumo.

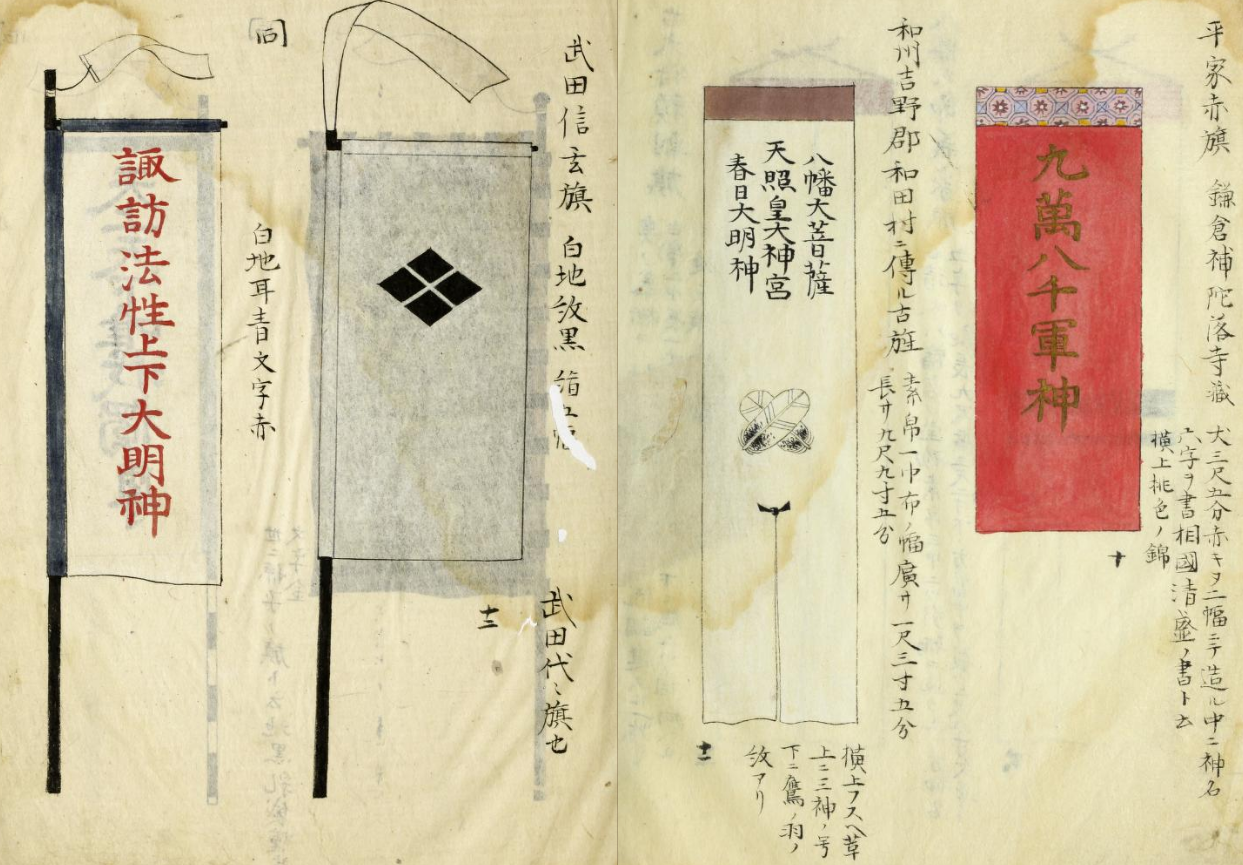
Hata-jirushi (banderas de guerra japonesas) de la Takeda Shingen (a la izquierda) y la Taira clan (a la derecha)

Takeminakata huyó a Suwa, donde se entregó a las deidades celestiales. Algunas tradiciones orales cuentan que Takeminakata luchó y derrotó al dios de la montaña Moreya-no-kami (洩矢神) con el fin de entrar en Suwa, utilizando un vino de wisteria como arma. Takeminakata posteriormente se convirtió en la deidad principal del santuario Suwa. Un fenómeno natural de hielo del lago Suwa es explicado en la mitología shinto como causadas por Takeminakata dejando el santuario y cruzando el lago para visitar a su cónyuge Yasakatome, quien estaba consagrada en la orilla opuesta.